# پاکسیکو (کانزاس)
پاکسیکو (به انگلیسی: Paxico) شهری در ایالت کانزاس کشور ایالات متحده آمریکا است که جمعیت آن در سرشماری سال ۲۰۱۰ میلادی، ۲۲۱ نفر بوده‌است.